# ヘレン・ウォリス
ヘレン・マーガレット・ウォリス（Helen Margaret Wallis OBE、1924年8月17日 - 1995年2月7日）は、1967年から1987年まで大英図書館に勤めた、イギリスの地図キュレーター。

## 経歴
1924年8月17日に、当時のハートフォードシャー州バーネット（Barnet：現在のバーネット・ロンドン特別区）に、父レナード・フランシス・ウォリス（Leonard Francis Wallis、1880年 - 1965年）と母メアリ・マカロック・ジョーンズ（Mary McCulloch Jones、1884年 - 1957年）との間に生まれた。1934年から1943年まで、セント・ポール女学校 (St Paul's Girls' School) に学び、オックスフォード大学セント・ヒューズ・カレッジ (St Hugh's College, Oxford) で地理学を学び、1954年には、Ph.D.を取得した。
1951年、大英図書館地図室の室長であったR・A・スケルトンから助手に任命され、1967年にはスケルトンの地位を引き継いだ。女性でこの地位に就いたのはウォリスが最初であった。1968年、ウォリスは王立防衛安全保障研究所 (Royal United Services Institution, RUSI) の地図コレクションを受け入れる責任者となった。ウィリスはまた、ペットワース・ハウス (Petworth House) において、1592年にエメリー・モリノー (Emery Molyneux) によって製作されたと推定される、イングランドで最も初期の地球儀を発見した。
ウォリスは、国際地図学協会 (International Cartographic Association, ICA) の地図学史常設コミッションの座長を務めた。1986年には国際地図収集家協会 (International Map Collectors' Society) 会長となり、また、国際図書館連盟における地理学・地図部門 (The Geography and Map Section) の創設者となった。 1972年から1988年には海洋調査協会 (Society for Nautical Research) 会長を務め、イギリス地図学会 (British Cartographic Society) も務めた。
ウォリスは、1995年2月7日にロンドンのセント・ジョンズ・ウッド (St John's Wood) にあるセント・ジョン・アンド・セント・エリザベス病院 (Hospital of St John and St Elizabeth) で、癌のために死去した。

## おもな著作
- Wallis, Helen (1965). Carteret's voyage round the world, 1766-1769. Cambridge: Published for the Hakluyt Society at the University Press. pp. 2 v.
- Cartographical innovations : an international handbook of mapping terms to 1900. [Tring, Herts]: Published by Map Collector Publications in association with the International Cartographic Association. (1987). pp. xx, 353. ISBN 0906430046
- Historians' guide to early British maps : a guide to the location of pre-1900 maps of the British Isles preserved in the United Kingdom and Ireland. London: Royal Historical Society. (1994). pp. ix, 465. ISBN 0861931416

## 栄誉・賞
- 大英帝国勲章、1986年
- デイビッドソン大学（Davidson College：アメリカ合衆国ノースカロライナ州）名誉文学博士 (Hon. D.Litt.)
- ポーツマス・ポリテクニック (Portsmouth Polytechnic)（後のポーツマス大学 (University of Portsmouth) の前身）名誉フェロー
- イギリス地図学会 学会メダル (Society Medal)[1]
- 国立海事博物館 (National Maritime Museum) ケアード・メダル (Caird Medal)
- 王立地理学会 ヴィクトリア・メダル、1995年[2]
- 国際地図学協会 名誉フェロー[3]
- 図書館協会 (Library Association)（後の図書館情報専門家協会 (Chartered Institute of Library and Information Professionals) の前身）名誉フェロー

## 訃報
『インデペンデント』紙、1995年2月14日付に、W・R・ミード (W.R. Mead) による訃報が掲載された。